# Сиверс, Александр Карлович
Граф Алекса́ндр Ка́рлович Си́верс (1823, Харьковская губерния — 1887) — глава ряда губерний Российской империи.Тайный советник, камергер.

## Биография
Родился 18 (30) декабря 1823 года в селе Старая Водолага Валковского уезда Харьковской губернии — сын генерала Карла Карловича Сиверса.
В 1842 году окончил петербургское Императорское училище правоведения. Служил в канцелярии Сената. В 1846 году причислен к Министерству внутренних дел, с 1848 года — чиновник для особых поручений. В 1851 году назначен членом Комиссии для введения нового общественного управления в Петербурге и получил придворное звание камер-юнкера. С 1852 года — коллежский секретарь.
В 1854—1855 годах — вице-губернатор Харьковской губернии. C 17 сентября 1855 по 18 января 1856 года — вице-губернатор Саратовской губернии. С 1855 года — статский советник.
С 15 ноября 1857 года исполняющий обязанности, затем губернатор (по 2 марта 1862 года) Екатеринославской губернии. С 31 декабря 1858 года — действительный статский советник, с 1860 года — камергер.
C 10 марта 1862 по 25 ноября 1866 года — гражданский губернатор Харьковской губернии. По инициативе генерал-губернатора В. А. Долгорукова был переведён в Москву: с 29 ноября 1866 по 27 октября 1867 года был московским гражданским губернатором; 23 апреля 1867 года произведён в тайные советники. Был почётным мировым судьёй по Харьковскому уезду. В 1874 году вышел в отставку.
Умер 20 июля (1 августа) 1887 года. Похоронен в фамильном склепе в своем имении Старая Водолага, в Харьковской губернии.

## Награды
- Орден Святой Анны 2-й ст. (1856)
- Орден Святого Владимира 3-й ст. (1861)
- Орден Святого Станислава 1-й ст. (1863)
- Орден Святой Анны 1-й ст. (1865)

## Семья
Женился 1 июня 1842 года на Лидии Николаевне Шатиловой (1819—1856) — дочери титулярного советника Николая Александровича Шатилова (1788—1841) и Варвары Александровны, урождённой Алябьевой (1796—1860). Их дети:
- Мария (27.10.1851—08.11.1920), с 1873 года жена князя Дмитрия Фёдоровича Голицына (28.03.1849—28.11.1893); у них сын Александр.
- Софья (1853—1919), жена Валериана Валериановича Ширкова (1843—1912) — композитора-любителя, отец которого был известен как либреттист первой русской оперы «Жизнь за царя».